# Juratzkaea
Juratzkaea là một chi rêu trong họ Stereophyllaceae.